# Michajłowka (rejon kujbyszewski)
Michajłowka (ros. Михайловка) – wieś (sieło) w Rosji, w obwodzie nowosybirskim, w rejonie kujbyszewskim. W 2010 liczyła 211 mieszkańców.